# اچ‌ام‌اس چلنجر (۱۸۲۶)
اچ‌ام‌اس چلنجر (۱۸۲۶) (به انگلیسی: HMS Challenger (1826)) یک کشتی بود که طول آن ۱۲۵ فوت ۷٫۵ اینچ (۳۸٫۲۹۱ متر) بود. این کشتی در سال ۱۸۲۶ ساخته شد.